# نوزومو كاتو
نوزومو كاتو (باليابانية: 加藤 望) (مواليد 7 أكتوبر 1969)، هو لاعب كرة قدم ياباني سابق كان يلعب كلاعب وسط.

## وصلات خارجية
- نوزومو كاتو على موقع رابطة كرة القدم اليابانية للمحترفين (اليابانية)
- نوزومو كاتو على موقع قاعدة بيانات كرة القدم.إي يو (الإنجليزية)
- نوزومو كاتو على موقع Soccerway.com (الإنجليزية)
- نوزومو كاتو على موقع عالم كرة القدم.نت (الإنجليزية)